# Cordia nevillii
Cordia nevillii là loài thực vật có hoa trong họ Mồ hôi. Loài này được Alston mô tả khoa học đầu tiên năm 1931.